# Slavische rapsodie (Mjaskovski)
Slavische rapsodie is een compositie van Russische componist Nikolaj Mjaskovski. Mjaskovski schreef het werk van september tot en met december 1946.
De geschiedenis is door de verschuiving van het Pools grondgebied enigszins moeilijk te volgen. Mjaskovski is geboren in Modlin, dat toen weliswaar in Polen lag, maar toebehoorde aan tsaristisch Rusland, Mjaskovski had dus Poolse voorouders. Vervolgens werd Polen weer onafhankelijk, doch toen was de componist in Rusland gevestigd. Vervolgens bezetten de Duitsers Polen in de Tweede Wereldoorlog en werden daarbij weer door de Russen verdreven. Polen was na de oorlog dan wel in naam een zelfstandige staat, de regering was een vazalregering van de Sovjet-Unie, die toen onder leiding stond van Jozef Stalin. De grote componisten van Rusland zoals Dmitri Sjostakovitsj, Sergej Prokofjev en in mindere mate Mjaskovksi hadden het nogal eens aan de stok met de tiran en zijn gevolg, dat ook in de Componistenbond gezeteld was.
Samenvattend, Mjaskovski schreef een rapsodie gebaseerd op Poolse volksmuziek uit de 16e eeuw, op het moment dat Rusland (weer) de dienst uitmaakte in Mjaskovski’s vaderland Polen. Alhoewel de muziek wel voldeed aan de muziek die Stalin en de Componistenbond wilden horen (muziek voor het volk), zou het werk door zijn basis weleens hebben kunnen bijdragen aan de boycot die de muziek van Mjaskovski kreeg te verduren in 1948. In de muziek is namelijk geen spoor te bekennen van hang naar de moderne, in hun ogen formalistische, klassieke muziek uit de 20e eeuw (soms ook de aanleiding tot boycot) waar de Sovjet-leiding een hekel aan hadden (het betekende namelijk vrijheid).